# نص
النص ما ازداد وضوحا على الظاهر لمعنى المتكلم، وهو سوق الكلام لأجل ذلك المعنى، فإذا قيل أحسنوا إلى فلان الذي يفرح بفرحي ويغتم بغمي، كان نصا في بيان محبته. وما لا يحتمل إلا معنى واحدا، وقيل ما لا يحتمل التأويل.

## الإطلاق

### في الأصول
النص هو في عرف الأصوليين يطلق على معان.
الأول كل ملفوظ مفهوم المعنى من الكتاب والسنة سواء كان ظاهرا أو نصا أو مفسرا حقيقة أو مجازا عاما أو خاصا اعتبارا منهم للغالب، لأن عامة ما ورد من صاحب الشرع نصوص، وهذا المعنى هو المراد بالنصوص في قولهم عبارة النص وإشارة النص ودلالة النص واقتضاء النص. فقوله من الكتاب والسنة بيان لقوله ملفوظ، وليس المقصود حصر ذلك الملفوظ فيهما بدليل أن عبارة النص وأخواتها لا يختص بالكتاب والسنة، ولهذا قيل إن الكتاب والسنة والإجماع كلها يشترك في المتن أي ما يتضمنه الثلاثة من أمر ونهي وعام وخاص ومجمل ومبين ومنطوق ومفهوم ونحوها.
والثاني ما ذكر الشافعي فإنه سمى الظاهر نصا فهو منطلق على اللغة، والنص في اللغة بمعنى الظهور. يقول العرب نصت الظبية رأسها إذا رفعت وأظهرت فعلى هذا حده حد الظاهر وهو اللفظ الذي يغلب على الظن فهم معنى منه من غير قطع فهو بالإضافة إلى ذلك المعنى الغالب ظاهر ونص.
والثالث وهو الأشهر هو ما لا يتطرق إليه احتمال أصلا لا على قرب ولا على بعد كالخمسة مثلا فإنه نص في معناه لا يحتمل شيئا آخر، فكلما كانت دلالته على معناه في هذه الدرجة سمي بالإضافة إلى معناه نصا في طرفي الإثبات والنفي أي في إثبات المسمى ونفي ما لا يطلق عليه الاسم، فعلى هذا حده اللفظ الذي يفهم منه على القطع معنى فهو بالإضافة إلى معناه المقطوع به نص، ويجوز أن يكون اللفظ الواحد نصا وظاهرا ومجملا لكن بالإضافة إلى ثلاثة معان لا إلى معنى واحد.
والرابع ما لا يتطرق إليه احتمال مقبول يعضده دليل أما الاحتمال الذي لا يعضده دليل فلا يخرج اللفظ عن كونه نصا، فكان شرط النص بالمعنى الثالث أن لا يتطرق إليه احتمال أصلا، وبالمعنى الرابع أن لا يتطرق إليه احتمال مخصوص وهو المعتضد بدليل فلا حجر في إطلاق النص على هذه المعاني، لكن الإطلاق الثالث أوجه وأشهر وعن الاشتباه بالظاهر أبعد. وهذه المعاني الثلاثة الأخيرة ذكرها الغزالي في المستصفى.

### في الفقه
النص الإسلامي هو إما نص من القرآن الكريم أو الحديث الشريف قولا أو فعلا أو تقريرا، إذا صحت النسبة، وحكم على أحد هذه الأنواع الثلاثة بالقبول، من خلال علم قائم بذاته خصص لهذا، يسمى مصطلح الحديث أو أصول الحديث. ولهذا يقول الشيخ محمد أبو زهرة: «نصوص القرآن الكريم والسنة النبوية هي التي يقوم عليها كل استنباط في الشريعة الإسلامية». 
وإن المستند النصي لنصية القرآن الكريم والسنة النبوية والحديث الشريف الآية: استجيبوا لله وللرسول إذا دعاكم لما يحييكم) سورة الأنفال/24. والحديث الذي يقول فيه النبي محمد: «تركت فيكم أمرين لن تضلوا ما تمسكتم بهما، كتاب الله وسنة رسوله».
ويقر المسلم ـ اعتقاد ـ أنه مخلوق، وأن هناك خالقا.. انبثقت عن الخالقية هذه حاكمية مطلقة على المخلوق بشكل عام، والمخلوق المكلف الذي هو الإنسان بشكل خاص. وهاهو ذا القرآن الكريم يعلن ذلك في أكثر من موطن وموضع، نذكر بعضها تمثيلا لاحصرا:
﴿قُلْ إِنِّي عَلَى بَيِّنَةٍ مِنْ رَبِّي وَكَذَّبْتُمْ بِهِ مَا عِنْدِي مَا تَسْتَعْجِلُونَ بِهِ إِنِ الْحُكْمُ إِلَّا لِلَّهِ يَقُصُّ الْحَقَّ وَهُوَ خَيْرُ الْفَاصِلِينَ ۝٥٧﴾ [الأنعام:57]
﴿وَإِنْ مَا نُرِيَنَّكَ بَعْضَ الَّذِي نَعِدُهُمْ أَوْ نَتَوَفَّيَنَّكَ فَإِنَّمَا عَلَيْكَ الْبَلَاغُ وَعَلَيْنَا الْحِسَابُ ۝٤٠﴾ [الرعد:40]
﴿يَا صَاحِبَيِ السِّجْنِ أَمَّا أَحَدُكُمَا فَيَسْقِي رَبَّهُ خَمْرًا وَأَمَّا الْآخَرُ فَيُصْلَبُ فَتَأْكُلُ الطَّيْرُ مِنْ رَأْسِهِ قُضِيَ الْأَمْرُ الَّذِي فِيهِ تَسْتَفْتِيَانِ ۝٤١﴾ [يوسف:41]
فعلى هذا يكون الحاكم هو الله، والمحكوم عليه هو الإنسان، من خلال أفعاله وأقواله وإشاراته التي هي بدورها المحكوم فيه.
والحديث الشريف، الصادر عن رسول الحاكم يلحق بالنص الصادر عن الحاكم ويشكل معه النص، لأن الله أوكل إليه تبليغ نصه وشرحه وتبيانه، فكان منه:
﴿يَا أَيُّهَا الَّذِينَ آمَنُوا اسْتَجِيبُوا لِلَّهِ وَلِلرَّسُولِ إِذَا دَعَاكُمْ لِمَا يُحْيِيكُمْ وَاعْلَمُوا أَنَّ اللَّهَ يَحُولُ بَيْنَ الْمَرْءِ وَقَلْبِهِ وَأَنَّهُ إِلَيْهِ تُحْشَرُونَ ۝٢٤﴾ [الأنفال:24]
ومافي النص من خطاب هو الحكم.